# Alytidae
Gli Alytidi (Alytidae Fitzinger, 1843) sono una famiglia di anfibi dell'ordine degli Anuri, in passato denominati Discoglossidae.

## Descrizione
Sono caratterizzati da vertebre opistoceliche, vale a dire con corpo convesso anteriormente e concavo posteriormente (carattere primitivo), da vertebre dorsali che si prolungano in vere e proprie piccole costole, e da una lingua a forma di disco, solidale con il palato.

## Sistematica
La famiglia comprende 12 specie raggruppate in tre generi :
- Genere Alytes Wagler, 1830
  - Alytes almogavarii Arntzen and García-París, 1995
  - Alytes cisternasii Boscá, 1879
  - Alytes dickhilleni Arntzen and García-París, 1995
  - Alytes maurus Pasteur and Bons, 1962
  - Alytes muletensis (Sanchíz and Adrover, 1979)
  - Alytes obstetricans (Laurenti, 1768)
- Genere Discoglossus Otth, 1837
  - Discoglossus galganoi Capula, Nascetti, Lanza, Bullini, and Crespo, 1985
  - Discoglossus montalentii Lanza, Nascetti, Capula, and Bullini, 1984
  - Discoglossus pictus Otth, 1837
  - Discoglossus sardus Tschudi in Otth, 1837
  - Discoglossus scovazzi Camerano, 1878
- Genere Latonia Meyer, 1843
  - Latonia nigriventer (Mendelssohn and Steinitz, 1943)

I generi Bombina e Barbourula in precedenza attribuiti a questa famiglia sono attualmente classificati tra i Bombinatoridae .

## Distribuzione

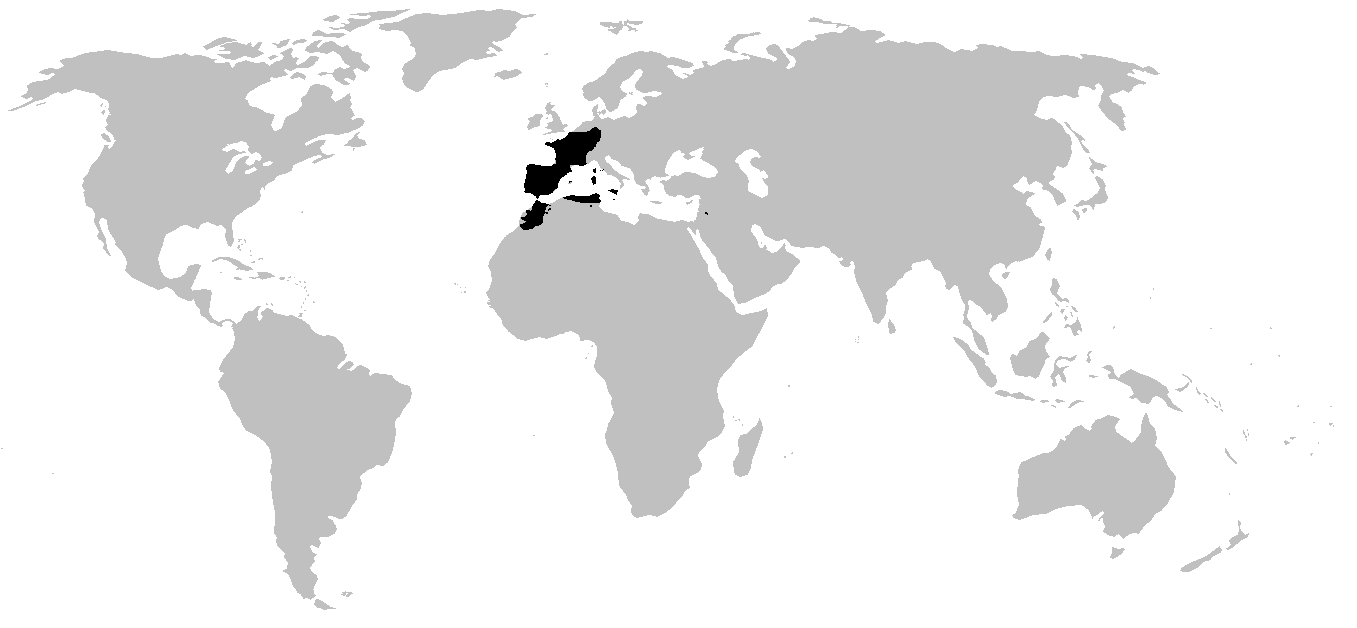

La famiglia degli Alytidae è diffusa in Europa occidentale e nell'Africa nord-occidentale.